# 23. pehotna divizija (ZDA)
Za druge 23. divizije glejte 23. divizija.
23. pehotna divizija je bila pehotna divizija Kopenske vojske ZDA.

## Zgodovina
Prvotno ime (Americal Division) je bila skovanka dveh besed: Ameri (ameriški vojaki) in Cal (Nova Kaledonija, mesto ustanovitve divizije).